# Abram Raselemane
Abram Melato Raselemane (ur. 23 marca 1978 w Thaba Nchu, zm. 27 maja 2008 w Bloemfontein) – południowoafrykański piłkarz występujący na pozycji napastnika.

## Kariera klubowa
Raselemane karierę rozpoczynał w 1998 roku w zespole Bloemfontein Young Tigers z NFD (II liga). W 1999 roku przeszedł do Santosu z ligi PSL. Po dwóch latach spędzonych w tym klubie, w 2001 roku odszedł do Supersport United, także grającego w PSL. W 2005 roku zdobył z nim Puchar RPA. W 2006 roku przeszedł do innego zespołu PSL, Bidvest Wits. Przez dwa lata w jego barwach rozegrał 24 spotkania i zdobył 5 bramek. 27 maja 2008 roku popełnił samobójstwo.

## Kariera reprezentacyjna
W reprezentacji RPA Raselemane zadebiutował w 2001 roku. W 2005 roku został powołany do kadry na Złoty Puchar CONCACAF. Zagrał na nim w meczach z Jamajką (3:3, gol), Gwatemalą (1:1) i Panamą (1:1, 3:5 w rzutach karnych), a drużyna RPA zakończyła turniej na ćwierćfinale.
W latach 2001–2006 w drużynie narodowej Raselemane rozegrał łącznie 16 spotkań i zdobył 3 bramki.